# Earlene Brown
Erlene Brown, nata Earlene Dennis (Latexo, 11 luglio 1935 – Compton, 1º maggio 1983), è stata una pesista e discobola statunitense.
Gareggiò alle Olimpiadi del 1956, 1960 e 1964 nel getto del peso e nel lancio del disco, vincendo una medaglia di bronzo nel getto del peso nel 1960; finì al quarto posto nel disco nel 1956.

## Biografia
Earlene Brown era nata a Latexo, nella contea di Houston dello Stato del Texas, un paesino che, secondo Isobel Silden, Earlene "(potrebbe) non trovare più sulla mappa" entro il 1973. Il padre di Earlene era un giocatore di baseball semiprofessionista della Negro League in Texas, e lei era l'unica figlia. Dopo la separazione dei genitori nel 1938, Earlene Brown seguì la madre che si unì alla seconda grande migrazione degli afro-americani meridionali in California e si trasferì a Los Angeles.
Earlene Brown iniziò a praticare atletica leggera come membro della polizia ausiliaria del Los Angeles Police Department (LAPD). Gareggiava con ottimi risultati nei tiri di pallacanestro, sport che la condusse al getto del peso.
Earlene Brown entrò a far parte dell'Amateur Athletic Union (AAU) a 21 anni nel 1956, quando era già sposata con Henry Brown, un muratore e aveva un figlio Reginald, nato il 19 novembre 1954. Iniziò così a praticare sollevamento pesi sotto la guida di Des Koch, mentre il giavellottista Steve Seymour l'allenava nel getto peso e nel lancio disco. Seymour era convinto che con i suoi lanci lei potesse vincere la medaglia d'oro e decise di farla partecipare alle Olimpiadi di Melbourne del 1956. Dal momento che i coniugi Brown non potevano permettersi di pagare le spese per gli allenamenti e il viaggio, Brad Pye Jr., redattore sportivo influente del Los Angeles Sentinel e attivista della comunità afro-americana, condusse una campagna di raccolta fondi per sostenerla. Poco dopo però Earlene Brown e suo marito si separarono e il loro figlio fu affidato alla nonna. Ella per mantenersi frequentò una scuola per diventare parrucchiera.
Dal 1959 si associò all'università statale del Tennessee "Tigerbelles", il cui coach Ed Temple era anche il capo allenatore della squadra olimpica degli Stati Uniti. Qui Temple lavorò per "mettere Earlene in forma per i Giochi del 1960" ed ella divenne una delle migliori amiche di Wilma Rudolph.
Nei Giochi olimpici del 1960 a Roma vinse la medaglia di bronzo nel getto del peso femminile. Nei Giochi olimpici del 1964 a Tokyo Earlene Brown - che era miope e indossava di conseguenza pesanti occhiali, tranne che al momento del lancio - era "disturbata dal vento e dalla pioggia e perse l'appoggio e la possibilità di agguantare la vittoria".
Nel luglio del 1964, Earlene Brown ospitò le sue omologhe russe Galina Zybina, Tamara Press e Yevgenia Kuznetsova, per un tour non autorizzato di Los Angeles, anche se non parlava russo.
Nel 1965 si ritirò dalle competizioni e iniziò a praticare pattinaggio. Nel 1975, ritirandosi definitivamente da tutte le gare sportive, tornò a lavorare nei saloni di bellezza. Morì a 47 anni, il 1º maggio 1983.

## Carriera sportiva
Earlene Brown è stata la prima donna statunitense a ottenere una medaglia nel getto del peso, una delle sole due donne degli Stati Uniti a lanciare a Roma e l'unica lanciatrice a competere in tre Olimpiadi consecutive. È stata descritta da Nathan Aaseng come "l'atleta americana più inattesa di tutti i tempi". Alle Olimpiadi di Melbourne del 1956 si piazzò tra le prime 10 atlete sia nel getto del peso che nel lancio del disco, stabilendo il record statunitense in entrambe le gare. È stata otto volte campionessa nazionale nel peso (dal 1956 al 1962 e nel 1964) e tre volte nel disco (1958, 1959 e 1961). Nel 1958 ottenne la prima posizione nella classifica mondiale e divenne la prima americana a rompere la barriera dei 50 piedi nel getto del peso. Nel 1959 vinse la medaglia d'oro sia nel peso che nel disco ai Giochi panamericani.
Al ritiro dalla carriera nell'atletica leggera nel 1965 si dedicò per alcuni anni al pattinaggio, gareggiando nei roller games come difensore.
Nel 2005 la USA Track & Field ha ammesso Earlene Brown nel National Track & Field Hall of Fame, museo che commemora i protagonisti della storia dell'atletica leggera (Track & Field) statunitense.

## Palmarès
| Anno | Manifestazione      | Sede      | Evento           | Risultato | Prestazione | Note             |
| ---- | ------------------- | --------- | ---------------- | --------- | ----------- | ---------------- |
| 1956 | Giochi olimpici     | Melbourne | Getto del peso   | 6ª        | 14,89 m     | Record nazionale |
| 1956 | Giochi olimpici     | Melbourne | Lancio del disco | 4ª        | 51,35 m     | Record nazionale |
| 1959 | Giochi panamericani | Chicago   | Getto del peso   | Oro       | 14,68 m     |                  |
| 1959 | Giochi panamericani | Chicago   | Lancio del disco | Oro       | 49,31 m     |                  |
| 1960 | Giochi olimpici     | Roma      | Getto del peso   | Bronzo    | 16,42 m     |                  |
| 1960 | Giochi olimpici     | Roma      | Lancio del disco | 6ª        | 51,29 m     |                  |
| 1964 | Giochi olimpici     | Tokyo     | Getto del peso   | 12ª       | 14,80 m     |                  |